# نورما
نورما (به ایتالیایی: Norma) یک کومونه در ایتالیا است که در استان لاتینا واقع شده‌است.

## خصوصیات
نورما ۳۰ کیلومترمربع مساحت و ۳٬۹۸۹ نفر جمعیت دارد و ۴۱۰ متر بالاتر از سطح دریا واقع شده‌است.